# سیستم‌های کش‌بستی

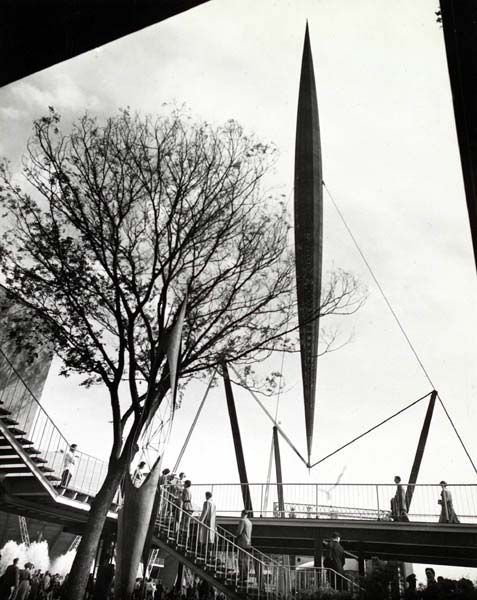
برج آسمان فستیوال برلین

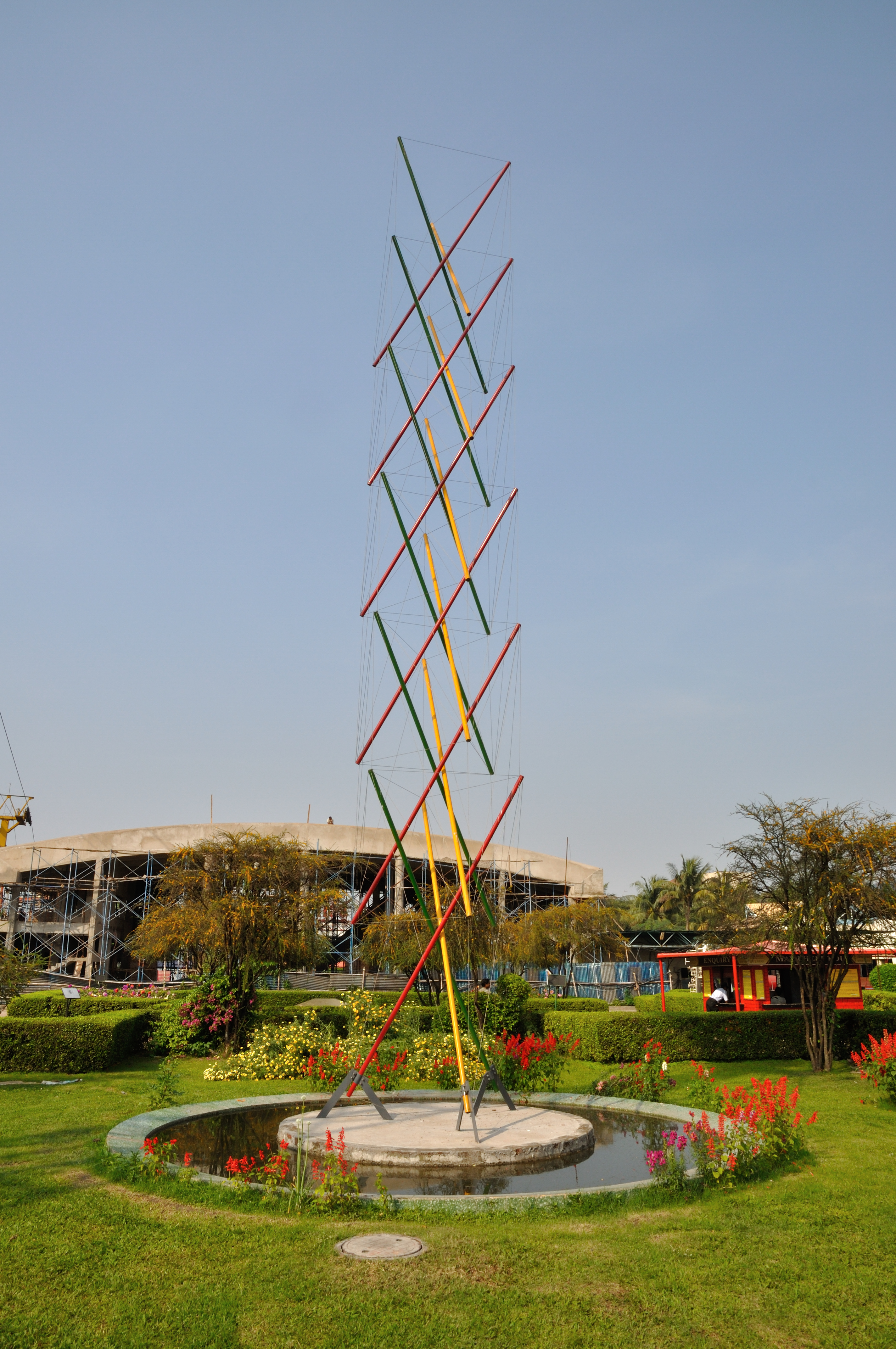
سازه کششی در کلکته

سیستم‌های کش‌بستی یا ساختار کششی و فشردگی یا سازه تنسگریتی (به انگلیسی: Tensegrity) واژه‌ای ابداعی است که از ترکیب دو واژه   "Integrity" و"Tension" ایجاد شده‌است. و به این معنی است که یکپارچگی این گروه از ساختارها، بسته به تعادل کشش‌های داخلی است. به تعبیر فولر که یکی از نخستین تعاریف را عرضه داشته، ساختار تنسگریتی جزایری از فشار در داخل دریایی از کشش هستند. تنسگریتی یک سیستم سازه‌ای است که بخاطر عناصر فشاری متمایز که داخل یک شبکه کششی شناور است، شناخته شده‌است. این جذاب‌ترین گزاره در سیستم‌های پویاست، زیرا چنین ساختارهایی به‌طور خودکار، موقعیتی از تعادل پایدار راایجاد می‌کنند، با یک پیکربندی که انرژی الاستیکی ذخیره شده را به حداقل می‌رساند. سازه‌های تنسگریتی، امکان حرکت با حداقل هزینه انرژی، بدون از دست دادن پایداری و مقاومت را فراهم می‌نماید. در مقایسه با ساختارهای زیست شناختی نشان می‌دهد که هر دو خواص ارتجاعی و غیر خطی، با حرکت سیال مانند دارند، که نتیجه یکپارچگی تمام اجزاست.
ساختارهای تنسگریتی به لحاظ مکانیکی پایدار هستند، که این نه به دلیل قدرت تک تک اعضا، که بخاطر شکل توزیع کل ساختار و تعادل ساختارهای یک دسته شامل گنبدهای ژئودزیک ابداعی باکمینستر فولر می‌شوند که اساساً از اعضایی ساخته شده‌اند که هر یک می‌توانند کشش یا فشار را تحمل نمایند. اعضایی که قاب را شکل می‌دهند، به مثلث‌ها، پنج ضلعی‌ها، یا شش ضلعی‌هایی متصل می‌شوند که هر عضو طوری قرار گرفته که است که هر اتصال به یک مکان ثابت محدود می‌شود و از این طریق پایداری کل سازه را تضمین می‌نمایند. دسته دیگر سازه‌های تنسگریتی در بر گیرنده آن‌هایی می‌شوند که خود را به صورت پیش تنیده پایدار می‌سازند. این نوع سازه فضاکار سه بعدی پایدار، متشکل از کابل‌ها و عناصر فشاری است، که در آن کابل‌ها ممتد ولی عناصر فشاری غیر ممتد هستند و با یکدیگر اتصالی ندارند. این سیستم به وسیله مجسمه‌سازی به نام کنث اسنلسون در سال ۱۹۴۸ابداع شد. اسنلسون، چندین قطعه را براساس هندسه سازه کش بستی تکمیل کرد. و باکمینستر فولر آن را توسعه داد. پایداری این گونه سازه‌ها در اثر نگهداری میله‌های فشاری بین یکسری کابل در جهات مختلف به دست میاید.  در مجسمه‌های باشکوه اسنلسن موافه‌های تشکیل دهنده که می‌توانند تنها کشش را تحمل نمایند، از آن‌هایی که تنها فشار را می‌توانند تحمل کنند متمایز هستند. این ویژگی باعث اطلاق این ساختارهای تنسگریتی به تنسگریتی کلاسیک شده‌است. در این ساختار حتی قبل از آنکه یکی از اجزا در معرض یک نیروی بیرونی قرار گیرد، تمام اعضای ساختاری آماده پذیرش کشش یا فشار می‌باشند. کشش ممتد و فشار غیر مممتد و استحکام از مهم‌ترین ویژگی‌های سیستم سازه‌ای تنسگریتی است. سیستم تنسگریتی بیشتر بر اساس کارامدی عناصر کششی و در درجه دوم بر اساس کارامدی عناصر فشاری طراحی می‌گردد.

## تاریخچه
معماران و مهندسان همواره در پی یافتن راه حل‌های جدید برای حل مسئله فضاهای محصور بوده‌اند. با صنعتی، شدن و توسعه دنیای مدرن تقاضا برای استفاده از سازه‌های با دهانه‌های بزرگ افزایش یافت. تا اواسط قرن ۱۸ مصالح اصلی در دسترس برای معماران و مهندسان، سنگ، چوب وآجر بود. سنگ و آجر، در برابر فشارمقاوم، ولی در برابر کشش ضعیف بودند، به همین دلیل برای سازه‌های سه بعدی مثل گنبدها وطاق‌ها مناسب بودند.
با وقوع انقلاب صنعتی، گسترش تولید آهن و سپس فولاد، امکان تولید مصالح با مقاومت زیاد، ساخت ساختمان‌های با ارتفاع بیشتر و دهانه‌های وسیعتر فراهم شد. همزمان، تقاضا جهت سازه‌های با دهانه وسیع برای پلها، ایستگاه‌ها، ساختمان انبارها و کارخانه‌ها افزایش یافت. در ابتدا مجموعه‌ای از خرپاهای متنوع شکل گرفت و در مراحل بعد سازه‌های مشبک فضایی سه بعدی به وجود آمدند. بسیاری از فرم‌های سازه‌ای به ویژه اغلب شبکه‌های فضایی ازمدول‌هایی تشکیل شده‌اند. نظریه ساخت ساختمان‌های مدولار تقریباً ۱۵۰ سال قبل، با طراحی، ساخت و نصب قاب‌های فلزی کریستال پالاس در هاید پارک لندن شکل عملی یافت. سازه‌هایی مانند برج ایفل که از آهن شکل داده شده ساخته شد، دلیلی بر پایداری و دوام سازه‌های فلزی سه بعدی مدولار به‌شمار می‌روند. دردهه ۵۰ و ۶۰ سیستم‌های مشبک فضایی در تمام دنیا مورد استفاده قرار گرفت. در آمریکا ریچارد باکمینستر فولر۱۸۹۵- ۱۹۸۱))درپی مطالعاتی که در مورد نحوه اتصال تعدادی از کره‌ها به یکدیگر انجام داد، به سیستم خرپای هشت وجهی دست یافت. پس از آن استفاده از ساختارهای کش بستی یا تنسگریتی کاربرد بیشتری یافت، و اصول آن در ساخت ورزشگاه‌ها و سالن‌های عظیم تا تولیدات صنعتی و مبلمان مورد استفاده قرار گرفته‌است.

## نمود ساختار تنسگریتی در طبیعت
عنکبوت در بافتن تار به گونه‌ای عمل می‌کند که پایداری لازم را در مقابل نیروی حشرات و باد داشته باشد. برای بافتن تار پس از امتداد یک رشته از تارها، رشته دیگر به گونه‌ای رشته اول را قطع می‌کند که اشکال چند وجهی باکمینستر فولر را به نمایش می‌گذارد. نمونه جالب در پیروی از الگوی تنسگریتی در طبیعت را می‌توان در مراحل و فرایند تبدیل کرم ابریشم به پروانه مشاهده کرد. در مدلسازی فیزیکی که در کارگاه آموزشی دانشگاه علم و صنعت از این روش برای طراحی سیستم‌های تنسگریتی استفاده شده، چهار مرحله طراحی در نظر گرفته شده‌است: اول پوسته‌ای طراحی می‌شود تا توانایی احاطه مدل ساخته شده را داشته باشد. دوم اجزای سازه‌ای تک تک وارد پوسته می‌شوند تا توپولوژی مدنظر حاصل شود. وقتی که این امر اتفاق می‌افتد، این موقعیت را فراهم می‌آورد، که درپوسته کوتاهترین فواصل بین عوامل سازه‌ای روی سطح پوسته کشیده تر شوند در حالیکه بخش‌های دیگر در میان بخش‌های گفته شده شل به نظر می‌رسند. برای اینکه سازه از حالت سازه سطحی خارج شده، و به سازه تنسگریتی تبدیل شود، گام سوم از این فرایند مدلسازی، اضافه کردن گره‌های خطی بین گره‌های عوامل سازه‌ای است. پوسته می‌تواند به‌طور ایمن و بدون خطر افتادن اززیر شبکه کششی جدید، برداشته شود. این مرحله چهارم از فرایند مدلسازی، انتقال از هندسه بسته پوشیده و پوسته ایبه خرپای فضای، با تبدیل پیله کرم ابریشم به پروانه مقایسه شده‌است. استفاده از روش پیله کرم ابریشم برای مدلسازی سازه‌های تنسگریتی استاندارد ثابت کرده‌است که روش مدلسازی ساده و آسانی است. پوسته خارجی، شکل کلی سازه تنسگریتی را در روند استفاده از روش پیله کرم ابریشم تعیین می‌کند و این امکان را بیان می‌کند که این روش می‌تواند برای ایجاد فرم خلاقانه این سیستم مورد استفاده قرارگیرد. مزایای استفاده از روش پیله کرم ابریشم در مدلسازی سازه‌های تنسگریتی در مقایسه با شیوه‌های رایج اینست که هندسه اولیه در داخل پوسته به راحتی قابل دستیابی است به این سبب که، عوامل سازه‌ای به راحتی داخل پوسته درگیر می‌شوند و در نتیجه موقعیتهای خود را تغییر نمی‌دهند. موقعیت‌هایی که باعث عملکرد بهتر فرم و ایجاد شبکه کششی در خارج پوسته می‌شود. عدم استفاده از این روش، تلاش مضاعفی را برای نگه داشتن اجزای سازه، به منظور جلوگیری از فروپاشی نیازمند است.

## ساختار تنسگریتی در بدن انسان
نگاه تنسگریتی به ساختار بدن راه‌های جدیدی از استراتژی کل نگر برای درک این حقایق را می‌گشاید که اعضای بدن برای حفظ تعادل چگونه عمل می‌کند؟ همه ساختارها در عالم هستی برپایه تعادلی میان کشش و فشار، یا امتداد و تراکم ثبات یافته‌اند. صندلی‌هایی که روی زمین قرار گرفته‌اند، لامپهایی که از سقف آویزان هستند. برش، خمش و دیگر نیروها، تنها ترکیبی از نیروهای اساسی کشش و فشار هستند. افزایش سراسری فشار با افزایش تراکم به برخی اعضا که درون سازه قرار گرفته‌اند به تعادل می‌رسد. به این طریق سازه خود را درون مکانیزمی که فولر آن را به عنوان کشش پیوسته و تراکم محلی تشریح نمود پایدار می‌سازد. بالعکس، اغلب ساختمان‌ها پایداری خود را از تراکم پیوسته حاصل می‌آورند که این بخاطر نیروی گرانش زمین است. تا چند صد سال گذشته، استخوان‌های بدن انسان به عنوان پشته‌ای از استخوان‌های قرارگرفته بر روی هم مانند ستونی از آجرها در نظر گرفته می‌شد؛ که در مقابل نیروی جاذبه زمین، از طریق سیستم‌های پیچیده‌ای از اهرم‌ها و چرخ‌ها مقاومت می‌کند. این یک سیستم سازه‌ای رایج برای سازه‌های انسان ساخت است. اما علم زیست‌شناسی مدرن دیگر این روش را مناسب نمی‌داند. اما بدن انسان در واقع بیستر شبیه یک بالن است. بالن یک سیستم تنسگریتی کلاسیک است. پوسته یک عضو کششی است در مقابل کشش مقاومت می‌کند. و هوا عضو فشاری است در مقابل فشار مقاومت می‌کند. پوسته کشیده می‌شود تا زمانیکه هوای فشرده شده را متعادل کند. همانطور که در تصویر می‌بینیم بدن شبیه بالن عمل می‌کند که به جای هوا از قطعه‌های چوبی که به هم پرچ شده‌اند و به جای پوسته ازپوشش الاستیکی استفاده شده‌است.
اصول تنسگریتی در هر مقیاسی از بدن آدمی اعمال می‌شود. ۲۰۶ استخوانی که اسکلت ما را تشکیل می‌دهند، دربرابر نیروی گرانش زمین کشیده می‌شود و با کشش عضلات قابل انقباض، تاندون‌ها و... در یک شکل عمودی به پایداری می‌رسند مشابه کابل‌ها در در مجسمه اسنلسن به عبارت دیگر در ساختار تنسگریتی پیچیده درون هر کدام از ما استخوان‌ها اعضا تحت فشار می‌باشند و ماهیچه هاو تاندون‌ها اعضای تحت کشش می‌باشند. اصولاً از استخوان‌ها در بدن به عنوان عناصر فشاری یاد می‌شود نظیر اعضای فشاری سازه‌های تنسگریتی که به صورت غیر ممتد هستند و توسط اعضای فشاری ممتد به یکدیگر متصل می‌شوند؛ ارتباط بین این اعضای منقطع با دیگر اعضا یعنی سایر استخوان‌ها از طریق عناصر کششی یعنی عضلات و تاندون‌ها صورت می‌گیرد. البته اختلافی که در اسکلت بدن با ساختار تنسگریتی وجود دارد اینست که عناصر کششی گاهی نقش فشاری نیز بازی می‌کنند. درستون فقرات که نقش آن پایداری وحفظ تعادل بدن است. مهره‌ها به طریقی بر روی یکدیگر قرار گرفته‌اند. که هیچگاه با یکدیگر برخورد نمی‌کنند. در واقع مهره‌ها که ثابت و غیرقابل جابجایی هستند اعضای فشاری محسوب می‌شوند و آنچه بین مهره‌ها قرار گرفته‌است که باعث انعطاف و تغییر شکل ستون فقرات می‌شود، عناصر کششی به حساب می‌آیند. البته اگر میزان فشار وارده بر استخوان‌های بدن که روی یکدیگر قرار گرفته‌اند زیاد باشد، اجزای کششی بین دو عضو فشاری، متحمل فشار نیز می‌شوند. در مجموع این عناصر کششی و فشاری در بدن است که با خروج از حالت عادی خود امکان حرکت و تغییر حالات بدن را فراهم می‌سازد.

## توجیه رفتار سلولها با بررسی ساختار تنسگریتی
پروفسور دونالد اینگبر در نظریه‌ای به توجیه شکل سلول‌ها هنگامیکه روی یک سطح شیشه‌ای یا پلاستیکی قرار داده می‌شوند، با استفاده از رفتار تنسگریتی اشاره می‌کند. اینگبر می‌گوید: من توانستم مشاهده کنم و کشف نمایم که ساختار تنسگریتی به راحتی می‌تواند توضیحی بر چنین رفتاری باشد. من یک سلول را مشابه چنین ساختاری در نظر گرفته‌ام: سازه‌ای شامل ۶ میخ چوبی و مقداری نخکشی. من میخ‌های چوبی را به صورت سه جفت چیدم که هر کدام باری را برای متراکم شدن تحمل می‌کردند. هر جفت بر دو جفت دیگر عمود بود و هیچ‌کدام از ستون‌های چوبی با دیگری تماسی نداشتند. یک نخ کششی متحمل کشش به دو سر تمام میخ‌های چوبی وصل بود و آن‌ها را به شکلی پایدار و سه بعدی می‌کشید. همچنین من یک مدل تنسگریتی مارپیچی کوچک را درون سازه قرار دادم تا به عنوان هسته عمل نماید و بقیه سازه نماینده بقیه سلول بود. سپس برای بازسازی اتصالات سیتو اسکلتی مابین هسته و باقی سلول من نخ‌های کشی را از سطح سازه کش بستی بزرگ به سازه کش بستی کوچکتر کشاندم. برای ادراک اینکه آزمایش من چگونه عمل می‌نماید لازم است بدانید که با کشیدن یک مدل تنسگریتی از آن نوعی که من ساختم گویی که با انبوهی از چوب کبریت و کش کار می‌کنید. به محض اینکه فشار برداشته می‌شود، انرژی ذخیره شده در فیلامنت‌های کشیده شده، سبب می‌شود تا مدل مانند فنر به حالت اصلی خود بازگردد و شکلی تقریباً مارپیچی را حاصل آورد. برای شبیه‌سازی رفتار سلول‌ها در هنگامیکه بر روی یک سطح قرار می‌گیرند، یک محیط کشت جامد از جنس شیشه یا پلاستیک ساخته شد و تکه‌ای تور پارچه‌ای بر روی آن گسترانیده شد، که آن پارچه به محکمی به تکه‌ای چوب که در زیر آن قرار داشت، سوزن شده بود. من مدل تنسگریتی را با پهن کردن آن بر یک زیر ماده ملحق کردم و دو سر برخی از میخهای چوبی رابه پارچه دوختم. این ملحقات نظیر ملکول‌های سطح بودند که همچون گیره‌هایی عمل می‌نمودند و به صورت فیزیکی یک سلول رابه ماده‌ای که به آن لنگر شده باشد متصل می‌کرد. یک سطح سخت قرار می‌گیرد پهن شده) سمت چپ) و هنگامیکه روی یک سطح منعطف قرار می‌گیرد جمع می‌شود (سمت راست.) با میخ‌های چوبی که دو سر آن‌ها به پارچه محکم شده بود، مدل به صورت مسطح باقی می‌ماند، نظیر آنکه یک سلول واقعی در روی یک زیر ماده سخت قرار گرفته باشد. هنگامیکه سوزن‌ها را برمی داشتم تا پارچه را از چوب آزاد کنم باعث می‌شد که سطح قابل انعطاف سلولی به صورت لنگر پدیدار شود و مدل تنسگریتی به شکل مارپیچی خود متحول شود و پارچه زیر خود را مچاله کند. به علاوه توجه کردم زمانیکه به وسیله اتصال دادن مدل، بر سطح پارچه‌ای آن را پهن می‌نمودم، سلول و هسته درون آن به حالتی هماهنگ شده امتداد می‌افتند– مدل هسته نیز به سمت انتهایسلول شبیه‌سازی شده حرکت می‌کرد. پس از آن نشان دادم که سلول‌های زنده و هسته‌ها هنگامی که به یک زیرماده می‌چسبند، به همین شیوه پخش شده و قطبیت می‌یابند– بنابراین به وسیلهٔ سازه ساده خود نشان دادم که ساختارهای تنسگریتی تقلیدی از رفتار سلول‌های زنده‌اند. با توجه به نظر اینگبر، ملکول‌ها به‌طور ژئودزیک شکل گرفته‌اند. سیستم تنسگریتی اقتصادی‌ترین و کاراترین روش برای شکل‌گیری ساختمان‌هایی با مقیاس ملکولی یا مقیاس ماکروسکوپی و تمامی اندازه‌های بین این دو مقیاس است. همچنین اینگبر عنوان نموده که تنسگریتی یک سیستم طبیعی و برتر ساختمانی است که بر اساس تئوری فولر با الهام از سازه‌های موجود در جهان هستی ایجاد شده‌است.
بهترین انتخاب در سازه‌های تنسگریتی استفاده از ترکیبات مثلثی در تمامی سطوح آن است، زیرا از این روش مقاومت مکانیکی بسیار بالا با استفاده از کمترین مقدار مصالح در سازه تأمین می‌شود. در عین حال قابلیت انعطاف و امکان اجرای سازه به اشکال مختلف را فراهم می‌سازد. تئوری جاری در جهان هستی نیز از مدل تنسگریتی پیروی می‌کند، زیرا در آن کشش به سمت بیرون شامل اتصال کهکشان‌های کششی و نیروهای فشاری بزرگ در سیاه چاله‌ها وجود دارد.

## کاربردها و نتایج
یکی از کاربردهای تنسگریتی درساخت گنبدهای تنسگریتی است. مزایای استفاده از گنبدهای تنسگریتی به اختصار عبارتنداز:
1. پیش ساختگی و سرعت در اجرای سازه: زمان لازم برای اجرای یک سقف حدود یک پنجم زمان لازم برای اجرا با سایر سیستم‌های سازه‌ای است. بهره‌گیری از تیرهای با طول یکسان و اتصال ساده در ساخت سازه موجب صرفه جویی در صرف زمان خواهد شد. چونکه مدول‌های فشاری دارای اندازه‌های یکسان و از پیش تعیین شده است، کافیست که این اجزای فشاری در محل به یکدیگر نصب شوند. اتصال آن‌ها نیز اکثراً از طریق گوی‌های کروی به راحتی انجام می‌شود.
2. افزایش سختی: به علت توزیع نیروها بین عناصر گسیختگی و شکست بین اجزا به سادگی اتفاق نمی‌افتد. حتی در این صورت مسیر نیرو دوباره تشکیل شده و نیرو بین سایر اعضا تقسیم می‌شود.
3. سبکی و کاهش بار مرده سازه: از آنجا که سیستم سازه‌ای شبیه سیستم پوسته‌های بتنی، خرپا و اسکلتی صلب و سنگین ناست. بار مرده ناشی از وزن سازه و بار زنده استاتیکی تا حد امکان کاهش می‌یابد.
4. قابلیت ارتجاء بسیار بالا: همان‌طور که از نام سیستم کش بستی پیداست، عناصر کششی بر اثر نیرو و فشار وارده از خود انعطاف نشان داده و مرتجع می‌شود، تا از این طریق نیروها را تقسیم کند.
5. کاهش هزینه‌های ساخت و هزینه تمام شده: می‌توان ساختار تنسگریتی را به عنوان سقف‌های غشایی در نظرگرفت.

که به جای اینکه فشار هوا آن‌ها را نگه دارد، توسط خرپا حمل می‌شوند. حذف سیستم دمنده هوا و درهای گردان مخارج این سقف‌ها را در مقایسه با سقف‌های هوایی کاهش می‌دهد.
1. مقامت در برابر نیروها و پایداری بالا: سازه‌های فضاکار، سیستم‌هایی با بازدهی سازه‌ای بالا و ایمن است، زیرا هر یک از اعضای آن متناسب با مقاومت خود، بار وارده را تحمل می‌نمایند. بارهای وارده از طریق کوتاه‌ترین مسیر به تکیه گاه‌های مختلف و متعدد منتقل می‌شوند. بیشترین بارها از طریق مقاوم‌ترین اعضا به تکیه گاه‌ها منتقل می‌شوند. با حذف تعدادی از اعضا، ایستایی و پایداری سازه فضاکار از بین نمی‌رود، زیرا این امر باعث تعیین دوباره جریان نیروها می‌شود و اعضا، متناسب با مقاومت یا سختی شان نیروهای اضافی را به‌طور مشترک تحمل می‌نمایند. این افزایش مقاومت ذاتی دلیل تعادل پایدار سازه فضاکار است، حتی هنگامیکه بار اضافی به آن‌ها وارد شود.
2. کاهش نیروی کار مصرف شده در متر مربع بنا: از آنجا که روال کار از پیش تعیین شده و مشخص است، احتیاج به نیروی کار (به ویژه نیروی متخصص) کمتری است. نیروهای غیرمتخصص نیزبا آموزش‌های کوتاه مدت توان لازم را کسب می‌کنند. در واقع با حذف نیروی کار اضافه، موجب صرفه اقتصادی می‌شود.
3. قابلیت برنامه ریزی و کنترل بهتر: با توجه به تکراری بودن سیکل کار که هر قسمت توسط گروهی معین انجام می‌شود. رفع وقفه در کار به سرعت انجام شده و سهولت کنترل پروژه را سبب می‌شود.
4. مقاومت در برابر بار باد و برف: در گنبدهای تنسگریتی که به گنبدهای با خیز کم نیز نام برده می‌شود، امکان استفاده از فرم‌های منحنی با ارتفاع کم عملی گردید و در نتیجه برآیند نیروی ناشی از باد و انباشتگی برف کمتر شده و سطح بیرونی ساختمان نیز کمتر می‌گردد.

از دیگر کاربردهای تنسگریتی در معماری و شهرسازی و کشاورزی و مهندسی و به‌طور کلی علوم مختلف می‌توان به موارد زیر اشاره کرد:
پوشش بهینه فضاهای گسترده و با مقیاس بالا نظیر انبارها، گلخانه‌های زمین‌های کشاورزی، سایتهای تاریخی، ایستگاه‌های قطار، فضاهای باز شهری، حفاظی برای جلوگیری از ورود پرندگان به مکان‌های خاص و موارد متعدد دیگر. نکته جالب و امری که فراگیر بودن کاربرد تنسگریتی را نشان می‌دهد استفاده این سیستم ساخت در طراحی و اجرای میز و صندلی و لامپ‌ها و به‌طور کلی معماری داخلی است که تصاویر آن‌ها در زیر آورده شده‌است. سازه‌های تنسگریتی به عنوان یک ساختار و فرم پایدار در معماری طبیعت می‌تواند ادامه دهنده تفکر و حرکتی نو در زمینه تلفیق معماری و سازه به عنوان دو رکن تفکیک ناپذیر در ساختمان و معماری باشد. پدیده‌ای که در بطن طبیعت از سلول‌ها و ژن‌ها گرفته تا بدن جانداران بلند قامتی مثل زرافه نهفته است. بنابراین ساختار تنسگریتی باید بیش از این مورد توجه معماران و مهندسین قرار گرفته و با مطالعه بیشتر در این زمینه نسبت به نحوه تعمیم و توسعه چنین ساختار خارق العاده‌ای در هنر مهندسی که همانا مطلوب همگان است، راهکارهای مناسبی ارائه داد. این ساختار می‌تواند امکان طراحی و پاسخ به نیازهای اولیه و منطبق با معماری پایدار را فراهم کند. چرا که مهندس طراح با اضافه یا کم کردن عناصر و اجزاء مختلف آن به توسعه و پرورش عملکرد و فرم مورد نظر خود بپردازد. پس از این از آنجا که حاصل کار بر اساس یک ساختار سلولی و قاعده مند هندسی است، طراح این امکان را دارد که تیپولوژی بدست آمده را با توجه به پیشرفت در پروسه طراحی ویرایش کرده یا سیستم را تغییر دهد. با بینش صحیح و درک کامل از رفتار ساختمان و ویژگی‌های مصالح به همراه شناخت کافی از طبیعت و پدیده‌های موجود در آن نظیر آنچه که در مورد سازه‌های کش بستی در این مقاله شرح داده شد می‌توان به ادامه راه امیدوار بود.